# Liste des milliardaires du monde en 2005
Ceci est la liste des milliardaires du monde pour l'année 2005 telle que publiée par le magazine américain Forbes. Ce magazine recense les milliardaires de la planète à l'exception des têtes couronnées (sauf si leur fortune est placée dans le monde privé), et exprime leur fortune en milliards de dollars américains. 
Pour l'année 2004, il y en avait 691, contre 588 en 2003.  

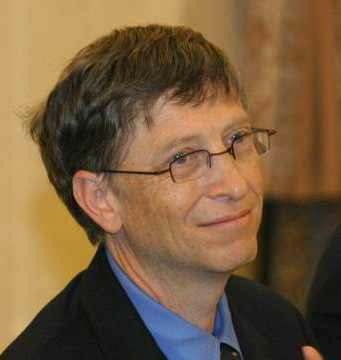
Bill Gates
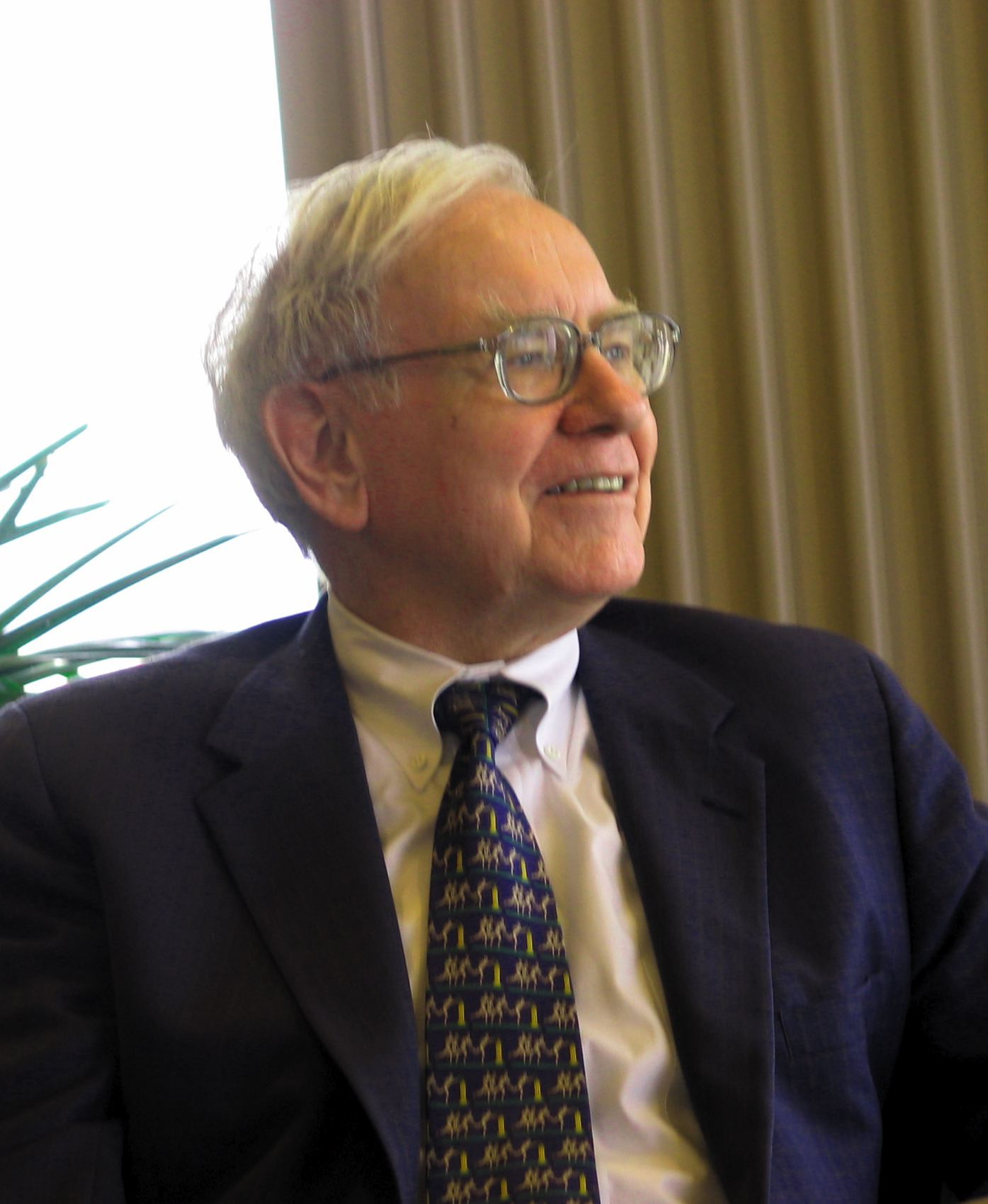
Warren Buffett
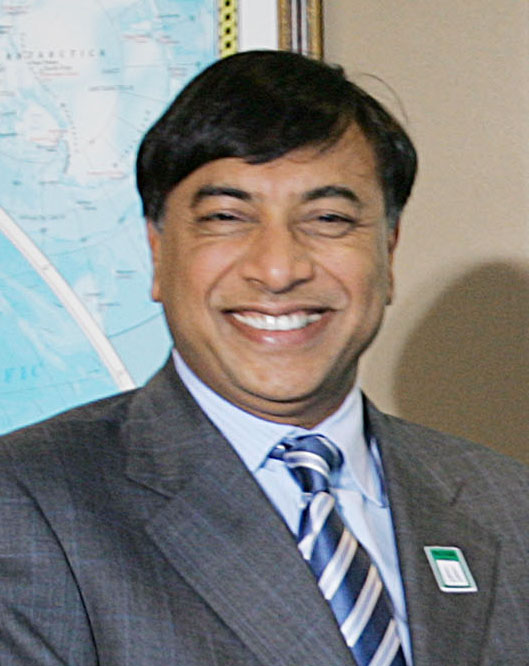
Lakshmi Mittal
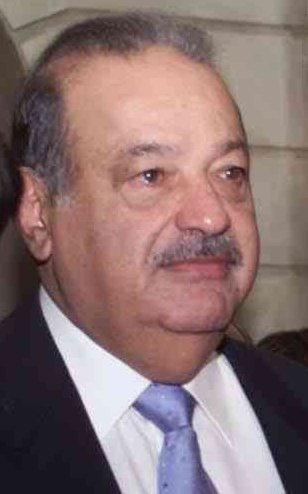
Carlos Slim Helú

Ci-dessous la liste des 20 milliardaires les plus riches pendant l'année 2005 : 
| Rang | Nom                                       | Âge | Fortune (Mrd USD) | Pays            | Lieu de résidence                      | Secteur d'activité | Fonction                                                            |
| ---- | ----------------------------------------- | --- | ----------------- | --------------- | -------------------------------------- | ------------------ | ------------------------------------------------------------------- |
| 1    | Bill Gates                                | 50  | 46.5              | États-Unis      | États-Unis, Washington, Medina         | Informatique       | Cofondateur de Microsoft                                            |
| 2    | Warren Buffett                            | 74  | 44.0              | États-Unis      | États-Unis, Nebraska, Omaha            | Télécommunications | Investisseur et homme d'affaires                                    |
| 3    | Lakshmi Mittal                            | 54  | 25.0              | Inde            | Royaume-Uni, Londres                   | Sidérurgie         | Investisseur et homme d'affaires (Mittal Steel Company)             |
| 4    | Carlos Slim Helú                          | 65  | 23.8              | Mexique         | Mexique, Mexico                        | Télécommunications | Investisseur et homme d'affaires (Telmex)                           |
| 5    | Al-Walid ben Talal ben Abdelaziz Al Saoud | 48  | 23.8              | Arabie saoudite | Arabie saoudite, Riyad                 | Finances           | Investisseur et homme d'affaires                                    |
| 6    | Ingvar Kamprad                            | 78  | 23.0              | Suède           | Suisse, Épalinges                      | Mobilier           | Fondateur d'Ikea                                                    |
| 7    | Roman Abramovitch                         | 38  | 21.1              | Russie          | Royaume-Uni, Londres                   | Industrie          | Investisseur et homme d'affaires                                    |
| 8    | Paul Allen                                | 52  | 21.0              | États-Unis      | États-Unis, Washington, Seattle        | Informatique       | Cofondateur de Microsoft                                            |
| 9    | Karl Albrecht                             | 85  | 18.5              | Allemagne       | Allemagne, Mülheim                     | Commerce           | Cofondateur de la chaîne de supermarchés ALDI                       |
| 10   | Larry Ellison                             | 60  | 18.4              | États-Unis      | États-Unis, Californie, Silicon Valley | Informatique       | Cofondateur de Oracle                                               |
| 11   | S. Robson Walton                          | 61  | 18.3              | États-Unis      | États-Unis, Arkansas, Bentonville      | Commerce           | Fils de Sam Walton, fondateur de la chaîne Walmart                  |
| 12   | Jim Walton                                | 57  | 18.2              | États-Unis      | États-Unis, Arkansas, Bentonville      | Commerce           | Fils de Sam Walton, fondateur de la chaîne Walmart                  |
| 13   | John Walton († 27/6/2005)                 | 56  | 18.2              | États-Unis      | États-Unis, Arkansas, Bentonville      | Commerce           | Fils de Sam Walton, fondateur de la chaîne Walmart                  |
| 14   | Alice Walton                              | 56  | 18.0              | États-Unis      | États-Unis, Texas, Fort Worth          | Commerce           | Fille de Sam Walton, fondateur de la chaîne Walmart                 |
| 15   | Helen Walton                              | 85  | 18.0              | États-Unis      | États-Unis, Arkansas, Bentonville      | Commerce           | Veuve de Sam Walton, fondateur de la chaîne Walmart                 |
| 16   | Kenneth Thomson et famille                | 81  | 17.9              | Canada          | Canada, Toronto                        | Multimédia         | Héritiers de la marque professionnelle d'édition Thomson            |
| 17   | Liliane Bettencourt                       | 82  | 17.2              | France          | France, Neuilly-sur-Seine              | Cosmétiques        | Héritière, actionnaire de la marque L'Oréal ; actionnaire de Nestlé |
| 18   | Bernard Arnault                           | 56  | 17.0              | France          | France, Paris                          | Luxe               | Fondateur du groupe LVMH - Moët Hennessy Louis Vuitton              |
| 19   | Michael Dell                              | 40  | 16.0              | États-Unis      | États-Unis, Texas, Austin              | Informatique       | Fondateur de la société informatique Dell                           |
| 20   | Sheldon Adelson                           | 71  | 15.6              | États-Unis      | États-Unis, Nevada, Las Vegas          | Hôtellerie         | Investisseur et homme d'affaires                                    |